# Marañón (Navarra)
Marañón es un municipio y localidad española de la Comunidad Foral de Navarra, situado en la Merindad de Estella. Ubicado en la comarca de Estella Occidental, cuenta con una población de 50 habitantes (INE 2024).

## Toponimia
Marañón se ubica en uno de los extremos de la cuenca agrícola que comparte con las localidades navarras de Cabredo, Genevilla, Zúñiga y el municipio alavés de Campezo. Julio Caro Baroja era de la opinión de que marañón era un topónimo de origen romance relacionado como aumentativo con la palabra castellana maraña, en la acepción de lugar riscoso o cubierto de maleza que lo hace impracticable. Precisamente, el paraje situado justo al noroeste del pueblo se asemeja bastante bien a dicha definición.
Los habitantes de Marañón son conocidos como "pucherejos", ya que durante muchos años sus habitantes han realizado pucheros de barro. Hay un dicho popular que dice "si ves salir humo del pueblo de Marañón, no pienses que asan corderos, que ollas y pucheros son".

## Geografía
La localidad de Marañón está situada en la parte occidental de la Comunidad Foral de Navarra dentro de la región geográfica de la Zona Media de Navarra o Navarra Media y la comarca geográfica de Tierra Estella, el valle de Aguilar; y a una altitud 645 m sobre el nivel del mar. Su término municipal tiene una superficie de 6,9 km² y limita al norte con Cabredo, al este con Aguilar de Codés, al sur con este último y Lapoblación y al oeste con Lapoblación y Bernedo, en la provincia de Álava y la comunidad autónoma de País Vasco. Se encuentra a 84 km de la capital de la comunidad, Pamplona.

## Demografía
Marañón cuenta con una población de 50 habitantes (INE 2024).
| Gráfica de evolución demográfica de Marañón entre 1842 y 2021                                                       |
| |
| Población de derecho según los censos de población del INE Población de hecho según los censos de población del INE |

## Administración y política
Marañón conforma un municipio el cual está gobernado por un ayuntamiento de gestión democrática desde 1979, formado por tres miembros elegidos en las elecciones municipales según está dispuesto en la Ley Orgánica del Régimen Electoral General. La sede del consistorio está situada en la calle del Río, n.º 10 de la localidad de Marañón.

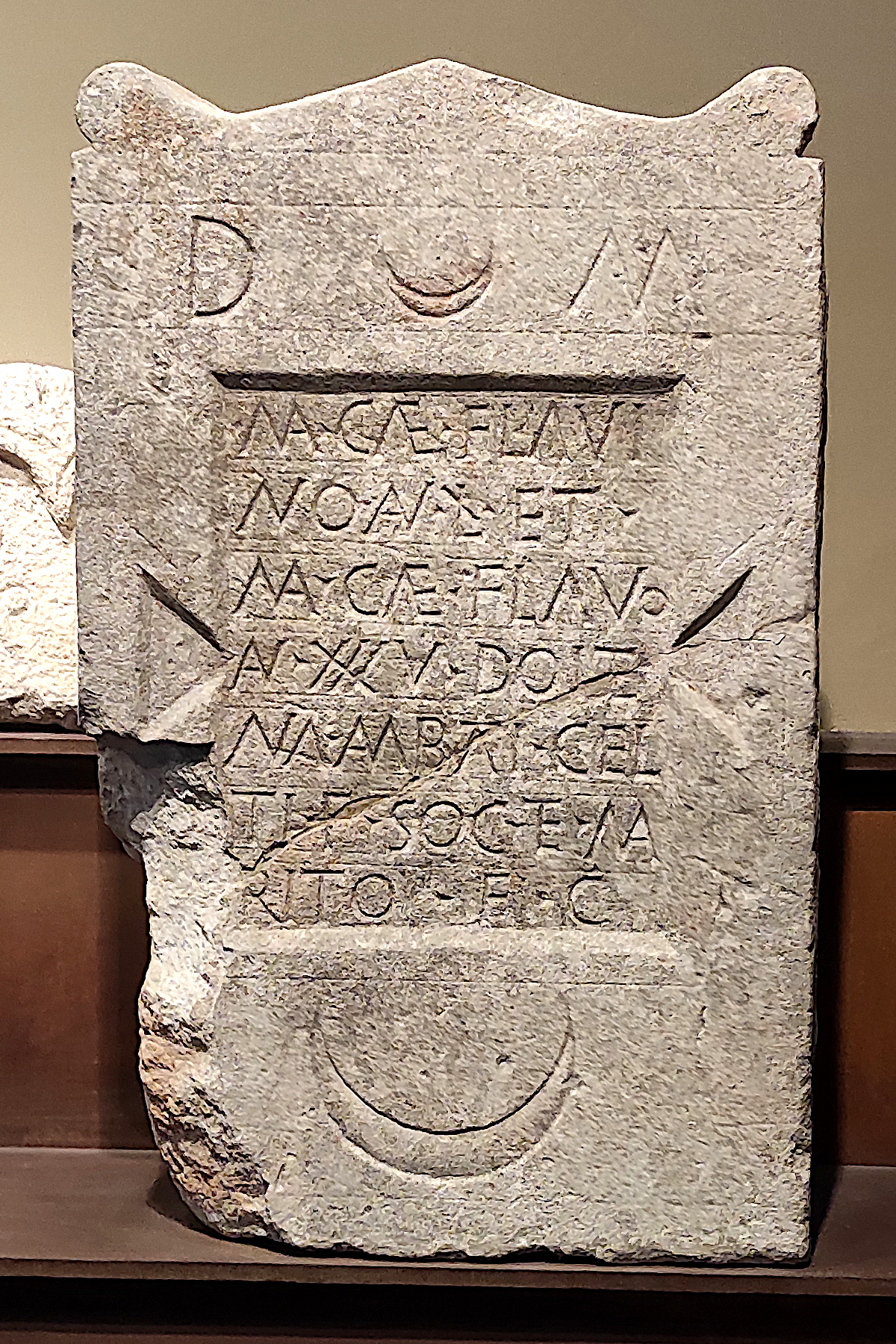
Estela funeraria procedente de Marañón (Museo de Navarra)

| Mandato   | Nombre del alcalde               | Partido político |
| --------- | -------------------------------- | ---------------- |
| ????-2007 | Julio López de Echazarreta       | ??               |
| 2007-2009 | Jesús Manuel Bretón Valencia     | PSN-PSOE         |
| 2009-2011 | María Inmaculada Bretón Valencia | PSN-PSOE         |
| 2011-2015 | María Inmaculada Bretón Valencia | PSN-PSOE         |
| 2015-???? | Roberto Valencia                 | ??               |
| 2017-     | Laura Corres                     | ??               |

| Partido político                         | 2015  | 2015       | 2011  | 2011       | 2007   | 2007       | 2003   | 2003       | 1999  | 1999       | 1995  | 1995       |
| Partido político                         | %     | Concejales | %     | Concejales | %      | Concejales | %      | Concejales | %     | Concejales | %     | Concejales |
| Partido Socialista de Navarra (PSN-PSOE) | 56,25 | 3          | 50,00 | 3          | 100,00 | 1          | —      | —          | 71,11 | 1          | 71,11 | 1          |
| Unión del Pueblo Navarro (UPN)           | —     | —          | —     | —          | —      | —          | 100,00 | 1          | —     | —          | —     | —          |

## Símbolos
El escudo de armas del lugar de Marañón tiene el siguiente blasón:

Trae de oro y un arbusto de sinople. Por timbre un yelmo empenachado.
(Otazu Ripa, 1999, p. 11)

## Historia

División territorial de Vascongadas, Navarra y parte de Castilla la Vieja

En las salas del Museo de Navarra se muestran cuatro estelas funerarias de época romana procedentes de Marañón. De entre ellas destaca la dedicada a Doitena, hija de Ambatus Celtius, a su marido y su suegro:

D(is) M(anibus)/ Ma(rco) Cae(cilio) Flavi-/ no an(norum) LX et/ Ma(rco) Cae(cilio) Flavo/ An(norum) XXXV Doite-/na Ambati Cel-/ti f(ilia) soc(ero) et ma-/rito f(aciendum) c(uravit).

El rey Alfonso I el Batallador le concedió fueros (1124-1127) del tipo fronterizo que fueron ampliados posteriormente y que pudiendo dar ocasión con ello al nacimiento de Lapoblación que durante la Edad Media formaba un mismo concejo. Por su situación en la frontera con el reino de Castilla, la localidad padeció las secuelas de las continuas contiendas entre ambos reinos, especialmente en el siglo XIV, durante las guerras entre Navarra y Castilla, cuando los ejércitos castellanos lo incendiaron en 1379.
Esta estratégica ubicación fronteriza explica la existencia de restos de una antigua fortaleza medieval y que fuera en los siglos XI y XII sede de una de las tenencias más importantes del reino de Navarra.
En 1822 con la reordenación provincial aprobada por las Cortes españolas Marañón se incorporó a la provincia de Álava hasta la derogación de Fernando VII de todas estas reformas. Poco después Lapoblación y Marañón se disgregaron en sendos concejos al igual que ocurrió con el resto del valle de Aguilar.

## Patrimonio

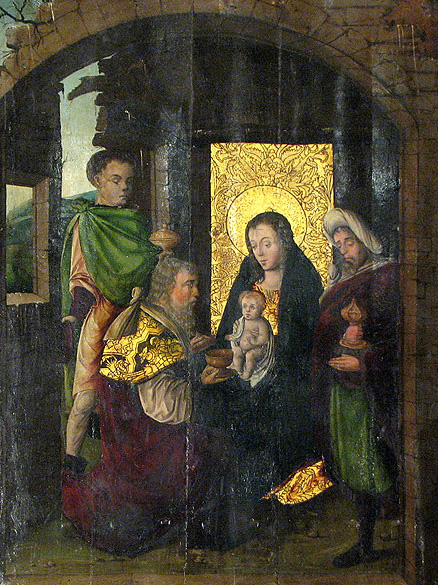
Retablo de la Adoración de los Reyes Magos en la iglesia parroquial de Marañón

### Iglesia Nuestra Señora de la Asunción

#### Interior
Es un edificio, en origen, construido entre finales del siglo XII y principios del siglo XIII siguiendo un estilo románico con elementos protogóticos como arcos fajones y tramos de la nave cubiertos por bóveda de crucería de nervios trapezoidales. 
La nave única de la iglesia se divide en tres tramos desiguales: el tramo central, más amplio, voltea una bóveda cuatripartita de nervios bilobulados de construcción más tardía; el tramo del coro es el más reducido y el tramo correspondiente con la cabecera recta presenta varias hornacinas pequeñas abiertas «con arcos rebajados entre machones» a ambos lados del presbiterio del siglo XVII.
También en las mismas fechas recibió la iglesia varios añadidos como la sacristía, el coro, las dos capillas y la torre de estilo herreriano todo ello del siglo XVII.

#### Exterior
Destacan sobremanera en el conjunto sus «muros de sillería bien escuadrada a excepción del recrecimiento llevado a cabo en la nave donde se utilizó la mampostería enlucida».
La portada románica que se abre en el lado de la Epístola parece levantada durante el último cuarto del siglo XII. Está compuesta «de cinco arquivoltas con ligero apuntamiento, separando la cuarta de la quinta una faja decorada con rosetas, cabeza de animal en la clave y dos leones en el arranque, mientras que ciñe la arquivolta exterior un arco decorado con una retícula de motivos geométricos, interrumpido en la clave por un Calvario». Los arcos se apoyan sobre columnas asentadas sobre podio y basa que están rematadas con capiteles decorados. La temática mostrada en ellos «se repite de manera simétrica a ambos lados de la portada» donde se repiten temas de fauna, vegetales y geométricos, junto a figuraciones humanas. Es una escultura demostrativa de la «gran rudeza característica del Románico rural». Finalmente, la parte superior de la portada está recorrida por unos canes lisos.
La torre presenta «dos pequeños cuerpos cúbicos que por su pureza de líneas enlaza con modelos herrerianos de comienzos del siglo XVII y que se levanta a los pies del templo sobre la misma nave por el lado de la Epístola». El último de estos cuerpos muestra arcos de medio punto para colocar las campanas.

### Castillo
Aunque ya casi desaparecido, tuvo que estar situado en la elevación rocosa junto a la cual se encuentra el casco urbano.

## Fiestas
- 16 de agosto: San Roque
- 20 de enero: San Sebastián